# Университет Анхальта
Университет Анхальта, филиалы которого находятся в Бернбурге, Дессау и Кётене, предлагает инновационные методики обучения и научно-исследовательской работы на международном уровне, высокое качество обучения и высокий жизненный уровень. Более 7000 учащихся (из них 1300 из зарубежья).

## Система образования
С 2004 года университет перешёл на двухуровневую систему образования бакалавра и магистра согласно Болонскому процессу. Технические специальности, параллельно с дипломом бакалавра и магистра, получают диплом инженера.
Очное отделение:
- бакалавр
- магистр

Заочное отделение:
- диплом
- бакалавр
- магистр

Дистанционое отделение:
- диплом

## Факультеты
- факультет 1: сельского хозяйства и ландшафтного дизайна
- факультет 2: экономических наук
- факультет 3: архитектуры и геоинформатики
- факультет 4: дизайна
- факультет 5: информатики
- факультет 6: электротехники, машиностроения и организации промышленного производства
- факультет 7: прикладной биохимии

## Колледж
При университете находится международный колледж для подготовки иностранных студентов для обучения в высших учебных заведениях Германии.
Подготовительное обучение длится от одного семестра до 4 семестров, в зависимости от знания немецкого языка и подготовительной базы (наличие высшего образование или двух семестров высшего учебного заведения).